# 羅海崖
68°1′S 65°33′W / 68.017°S 65.550°W
羅海崖（英語：Rowe Bluff），是南極洲的海崖，位於葛拉漢地的鮑曼海岸，處於威廉森海崖東北面9公里，海拔高度1,200米，在1935年11月21日由美國探險隊發現，現時由南極條約體系管理。